# Bowling, England
Bowling är en stadsdel i Bradford, i distriktet Bradford, i grevskapet West Yorkshire, i England. Bowling var en civil parish från 1866 till 1898 då den blev en del av Bradford. Denna civil parish hade 33 318 invånare år 1891. Byn nämndes i Domedagsboken (Domesday Book) år 1086, och kallades då Bollinc.